# La baia dei pirati
La baia dei pirati è un film del 1961 diretto da John Gilling ed interpretato da Peter Cushing, Bernard Lee, Michèle Mercier e John Fraser.
La trama ruota intorno al contrabbando in Cornovaglia. Le sequenze in studio sono state girate nei Twickenham Film Studios di Londra mentre le sequenze esterne che rappresentano la costa della Cornovaglia sono state girate ad Abereiddy sulla costa nord del Pembrokeshire nel sud-ovest del Galles.

## Trama
Cornovaglia, XVIII secolo. I pescatori di un villaggio, oberati da pesantissime imposte, si dedicano al contrabbando per arrotondare le entrate. Il magistrato Trevanyan istituisce un piccolo esercito allo scopo di fermare i contrabbandieri, ma si ritrova a doversi scontrare con Black John, capo di una banda di pirati.